# Stasina koluene
Stasina koluene là một loài nhện trong họ Sparassidae.
Loài này thuộc chi Stasina. Stasina koluene được Cândido Firmino de Mello-Leitão miêu tả năm 1949.